# أرشيبالد واتسون
أرشيبالد واتسون (بالإنجليزية: Archibald Watson)‏ هو جراح أسترالي، ولد في 27 يوليو 1849، وتوفي في 30 يوليو 1940.